# Eurodryas gracilens
Eurodryas gracilens är en fjärilsart som beskrevs av Cabeau 1927. Eurodryas gracilens ingår i släktet Eurodryas och familjen praktfjärilar. Inga underarter finns listade i Catalogue of Life.